# Гревіті (Айова)
Гревіті (англ. Gravity) — місто (англ. city) в США, в окрузі Тейлор штату Айова. Населення — 154 особи (2020).

## Географія
Гревіті розташоване за координатами 40°45′37″ пн. ш. 94°44′37″ зх. д. / 40.76028° пн. ш. 94.74361° зх. д. (40.760165, -94.743501).  За даними Бюро перепису населення США в 2010 році місто мало площу 0,77 км², уся площа — суходіл.

## Демографія
Згідно з переписом 2010 року, у місті мешкало 188 осіб у 82 домогосподарствах у складі 53 родин. Густота населення становила 243 особи/км².  Було 103 помешкання (133/км²).
Расовий склад населення:
| - 99,5 % — білих |

До двох чи більше рас належало 0,0 %. Частка іспаномовних становила 1,1 % від усіх жителів.
За віковим діапазоном населення розподілялося таким чином: 20,2 % — особи молодші 18 років, 62,2 % — особи у віці 18—64 років, 17,6 % — особи у віці 65 років та старші. Медіана віку мешканця становила 42,0 року. На 100 осіб жіночої статі у місті припадало 116,1 чоловіків;  на 100 жінок у віці від 18 років та старших — 111,3 чоловіків також старших 18 років.
Середній дохід на одне домашнє господарство  становив 42 365 доларів США (медіана — 38 056), а середній дохід на одну сім'ю — 44 146 доларів (медіана — 39 444). Медіана доходів становила 40 000 доларів для чоловіків та 33 750 доларів для жінок. За межею бідності перебувало 9,9 % осіб, у тому числі 14,3 % дітей у віці до 18 років та 21,4 % осіб у віці 65 років та старших.
Цивільне працевлаштоване населення становило 82 особи. Основні галузі зайнятості: освіта, охорона здоров'я та соціальна допомога — 28,0 %, виробництво — 23,2 %, роздрібна торгівля — 17,1 %.